# Tre piani
Pour plus de détails, voir Fiche technique et Distribution.
Tre piani est un film dramatique italien réalisé par Nanni Moretti en 2019 et sorti en 2021 en raison de la pandémie de Covid-19. Treizième long-métrage du cinéaste, le film est une adaptation du roman Trois étages (it) (2015) de l'auteur israélien Eshkol Nevo, paru en 2017 en Italie sous le titre Tre piani. Vingt ans après la Palme d'or de La Chambre du fils, il est sélectionné en compétition au 74e Festival de Cannes mais ne remporte aucune récompense.

## Synopsis
Tre piani, film dramatique et film choral, présente le destin croisé de quatre familles qui habitent les trois niveaux (tre piani en italien) d'un même immeuble, l'histoire entrelacée de personnages rongés par la culpabilité, la mauvaise conscience et l'angoisse, une histoire qui interroge les thèmes de la faute, de la justice, de la responsabilité de ses propres actions et de la difficulté d'être parents.
Lucio et Sara, habitent au rez-de-chaussée de l'immeuble. Ils confient souvent leur fille de sept ans, Francesca, à leurs voisins de palier âgés, Giovanna et Renato. Un soir, Renato disparaît avec l'enfant pendant plusieurs heures. Lorsque les deux sont enfin retrouvés, Lucio craint que quelque chose de terrible ne soit arrivé à sa fille. Sa peur vire à l'obsession.
Au-dessus, Monica, épouse de Giorgio constamment à l'étranger pour son travail, va devenir mère. Elle mène une bataille silencieuse contre la solitude et la peur de devenir un jour comme sa mère, hospitalisée pour troubles mentaux. Lorsque Giorgio revient, il est peut-être trop tard.
Au dernier étage vivent Dora et Vittorio, tous deux magistrats, et leur fils de vingt ans, Andrea. Une nuit, le garçon conduisant en état d'ébriété tue une femme. Épouvanté, il demande à ses parents de l'aider à éviter la prison. Vittorio estime que son fils doit être jugé et condamné. La tension entre les deux explose, créant un point de non-retour. Vittorio impose alors à Dora de choisir entre leur fils et lui.

## Note d'intention
Nanni Moretti déclare notamment :

« À l'heure où l'on parle beaucoup de ce que nous laisserons à nos enfants en termes d'écologie, on parle peu de ce que nous leur laisserons en termes d'éthique et de moralité. Chaque geste que nous accomplissons, y compris dans l'intimité de nos maisons, a des conséquences qui se répercutent sur les générations futures. Chacun de nous doit en être conscient et responsable : nos actions sont ce que nous laissons en héritage à ceux qui viennent après nous. »

## Fiche technique
Sauf indication contraire, les informations mentionnées dans cette section peuvent être confirmées par la base de données cinématographiques IMDb,  présente dans la section « Liens externes ».
- Titre : Tre piani
- Réalisation : Nanni Moretti
- Assistants réalisateurs : 1) Ciro Scognamiglio / 2) Natalia Fago
- Scénario : Nanni Moretti, Valia Santella, Federica Pontremoli (it) d'après le roman Trois étages (it) d'Eshkol Nevo
- Musique: Franco Piersanti
- Décors : Paola Bizzarri (it)
- Costumes : Giulia Moschioni
- Photographie : Michele D'Attanasio (it)
- Son :Alassandro Zanon
- Mixage : Paolo Segat
- Montage : Clelio Benevento
- Chorégraphie : Cristina Belletti
- Production : Sacher Film (Nanni Moretti), Fandango (Domenico Procacci), Le Pacte (Jean Labadie), Rai Cinema (Paolo Del Brocco (it)), France 3 Cinéma (France)
- Distribution : 01 Distribution (Italie), Le Pacte (France) 
The Match Factory (international)
- Pays d'origine :  Italie et  France
- Langue originale : Italien
- Durée: 119 minutes
- Dates de sortie : 
France : 12 juillet 2021 (en première mondiale au Festival de Cannes 2021), 10 novembre 2021 (sortie en salles) ; 
Italie : 23 septembre 2021

## Distribution

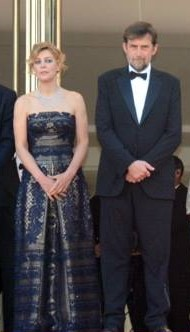
Margherita Buy et Nanni Moretti en 2015.
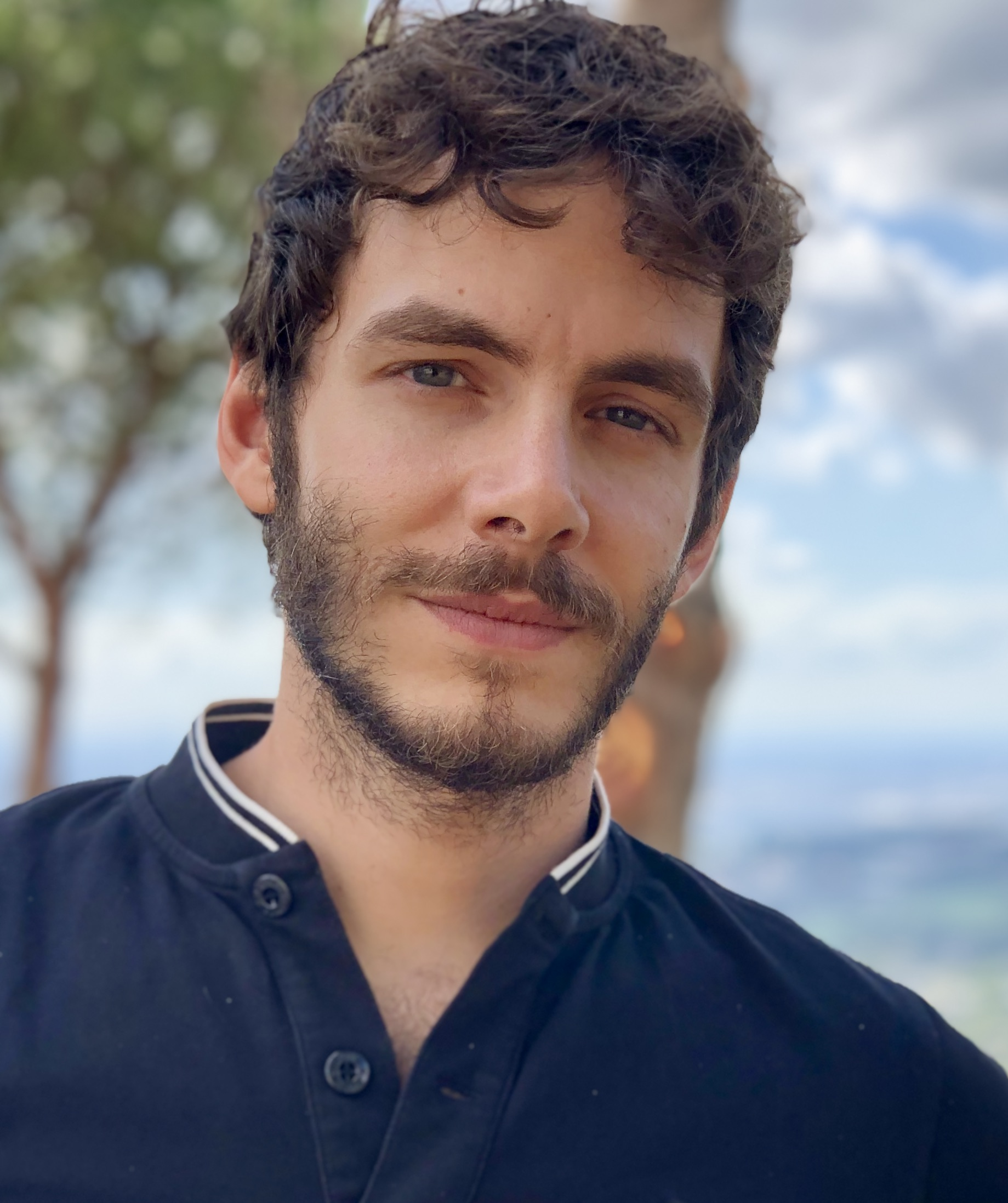
Alessandro Sperduti en 2019.
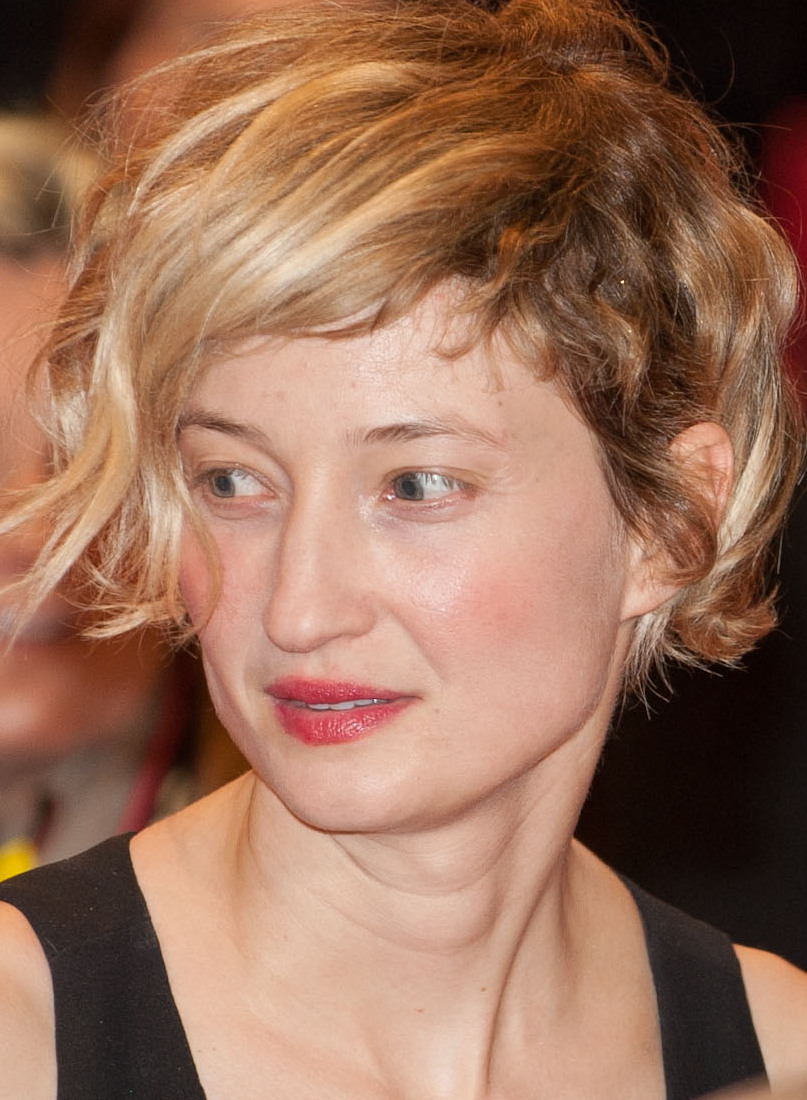
Alba Rohrwacher en 2013.
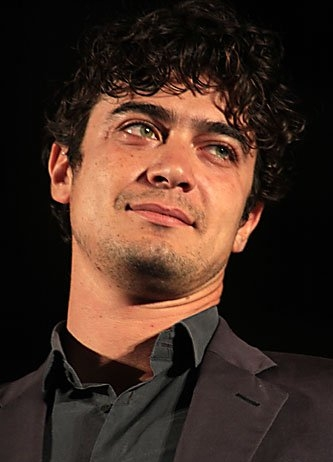
Riccardo Scamarcio en 2008.

- Margherita Buy (VF : Elsa Lepoivre) : Dora, la mère d'Andrea
- Nanni Moretti (VF : Michel Vuillermoz) : Vittorio, le père d'Andrea
- Alessandro Sperduti (it) (VF : Julien Frison) : Andrea
- Elena Lietti (VF : Cécile Paoli) : Sara, la mère de Francesca
- Riccardo Scamarcio (VF : Félicien Juttner) : Lucio, le père de Francesca
- Chiara Abalsamo : Francesca à 7 ans
- Giulia Coppari : Francesca à 12 ans
- Gea Dall'Orto : Francesca à 17 ans
- Alba Rohrwacher (VF : Chloé Stéfani) : Monica, la mère de Beatrice
- Adriano Giannini (VF : Thibault de Montalembert) : Giorgio, le père de Beatrice
- Alice Adamu : Beatrice à 5 ans
- Letizia Arnò : Beatrice à 10 ans
- Stefano Dionisi (VF : Arnaud Bedouët) : Roberto, le frère de Giorgio
- Daria Deflorian (it) : la mère de Monica
- Anna Bonaiuto (VF : Frédérique Cantrel) : Giovanna, la voisine âgée
- Paolo Graziosi : Renato, le voisin âgé
- Denise Tantucci (VF : Anna Blagojevic) : Charlotte, la petite-fille de Giovanna et Renato
- Karen di Porto : la mère de Charlotte[4]
- Tommaso Ragno (VF : Bruno Abraham-Kremer) : Luigi, l'homme de l'association caritative
- Teco Celio (it) : Saverio
- Francesco Acquaroli : le psychiatre
- Alessia Giuliani : la policière
- Rossana Mortara : l'avocate
- Laura Nardi : la psychologue
- Sergio Pierattini : le mari de la femme renversée
- Arianna Serrao : la vendeuse
- Francesco Brandi : Matteo, un codétenu d'Andrea
- Lorenzo Fantastichini : Tommaso, un codétenu d'Andréa

## Production
Après la sortie de Mia madre en 2015, Nanni Moretti cherche un nouveau sujet. Il se souvient qu'à l'âge de vingt ans il aurait aimé adapter La Conspiration de Paul Nizan. Sa coscénariste Federica Pontremoli (it) lui suggère la lecture du roman Trois étages (it) (2015) de l'auteur israélien Eshkol Nevo, paru en 2017 en Italie sous le titre Tre piani qui lui plaît tout de suite. Il sollicite auprès d'Eshkol Nevo l'autorisation d'adapter son roman pour le grand écran. Le romancier, inquiet du regard du cinéma commercial sur la gravité de ce type de sujet mais qui apprécie Moretti, la lui accorde à la condition de ne pas avoir à lire le scénario, approuver le casting, assister au montage. Il souhaite seulement que le film terminé lui soit si possible montré et annonce à la presse dès le 26 novembre 2017 qu'il en a effectivement accordé les droits au cinéaste : Moretti adaptera le roman en transposant l'action de Tel Aviv à Rome,.
Il s'agit d'une première adaptation pour Nanni Moretti qui jusqu'alors a toujours été à l'origine du scénario de ses films. La sélection des acteurs commence au Nuovo Sacher les 13 et 27 octobre 2018 par celle des petites filles de 5 à 13 ans et des jeunes filles de 16 à 18 ans. Invité le 2 décembre 2018 sur le plateau de l'émission Che tempo che fa par Fabio Fazio (it) pour présenter son documentaire Santiago, Italia, Moretti annonce le tournage de Tre piani. Le scénario est signé Nanni Moretti, Valia Santella et Federica Pontremoli (it). La distribution est révélée par la presse le 3 mars 2019, la veille du tournage et comprend Riccardo Scamarcio, Margherita Buy, Alba Rohrwacher, Adriano Giannini, Elena Lietti, Nanni Moretti, Denise Tantucci, Alessandro Sperduti (it), Anna Bonaiuto, Paolo Graziosi, Tommaso Ragno, Stefano Dionisi. En dehors de Margherité Buy qui a déjà tourné trois films avec Moretti, toute la distribution est engagée sur audition. Moretti s'entoure d'une équipe soudée comme la scénographe Paola Bizzarri (it), présente sur Habemus papam, ou le compositeur Franco Piersanti qui en est à son septième film avec le réalisateur. La production est assurée par Sacher Film et Fandango avec Rai Cinema et Le Pacte. La sortie du film est annoncée pour 2020. Il sera distribué en Italie par 01 Distribution, en France par Le Pacte et à l'international par The Match Factory.
Le tournage commence via Giuseppe Montanelli dans le quartier de Prati à Rome le 4 mars 2019 et se déroule durant seize semaines, un défi qui devrait permettre d'économiser l'argent des producteurs. Le décor est planté dans le bâtiment du début du XXe siècle d'une ancienne école religieuse que ses propriétaires ont mis en vente. Des mois de préparation ont transformé en une élégante copropriété une boîte vide aux larges escaliers blancs et au parquet illuminé par de vastes baies. Tout ce qui apparaît à l'écran  est le résultat d'un minutieux travail de reconstitution des chambres, salles de bains, cuisines, véranda construites à partir de rien. Même le jardin et la verdure que l'on peut voir depuis les fenêtres sont créés pour le film.

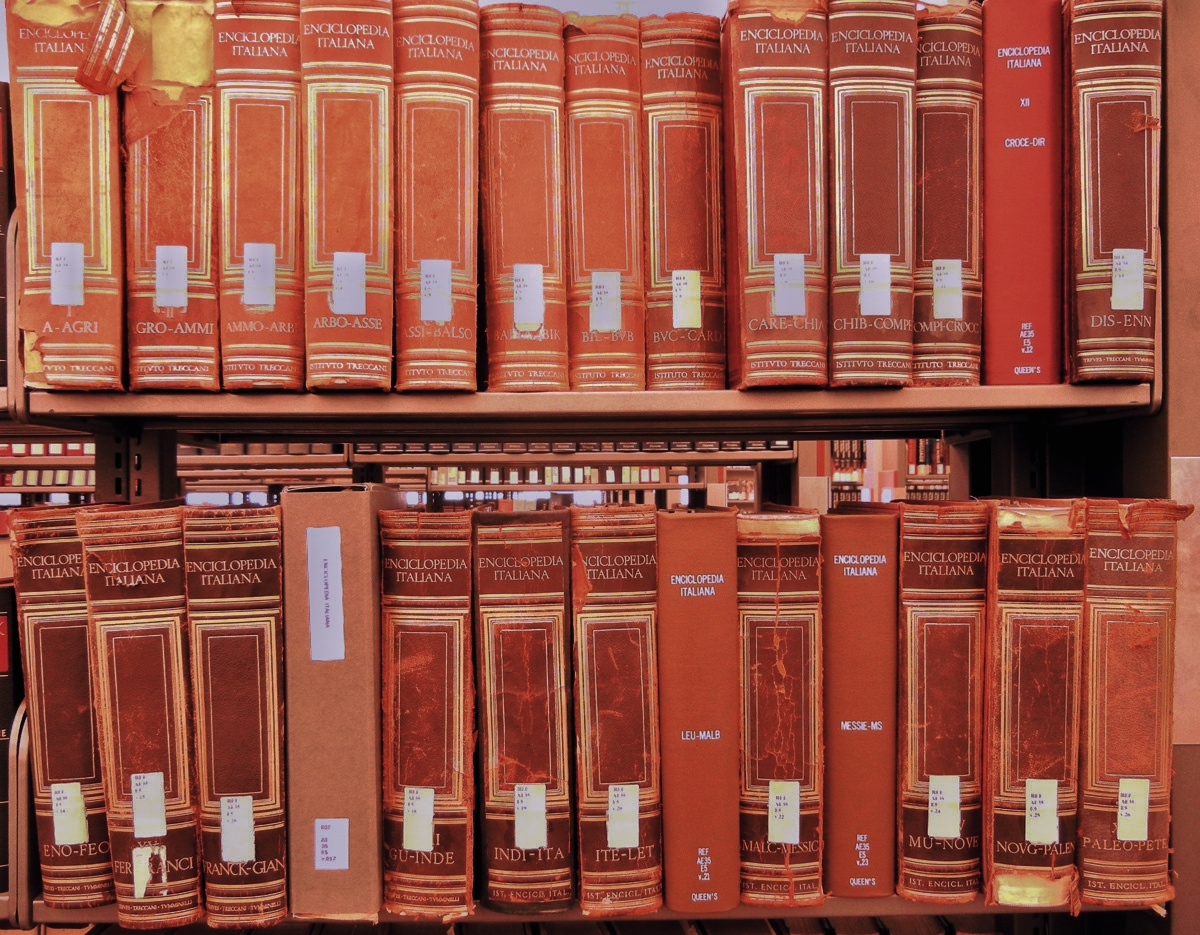
La Treccani des parents de Nanni Moretti en décors de Tre piani.

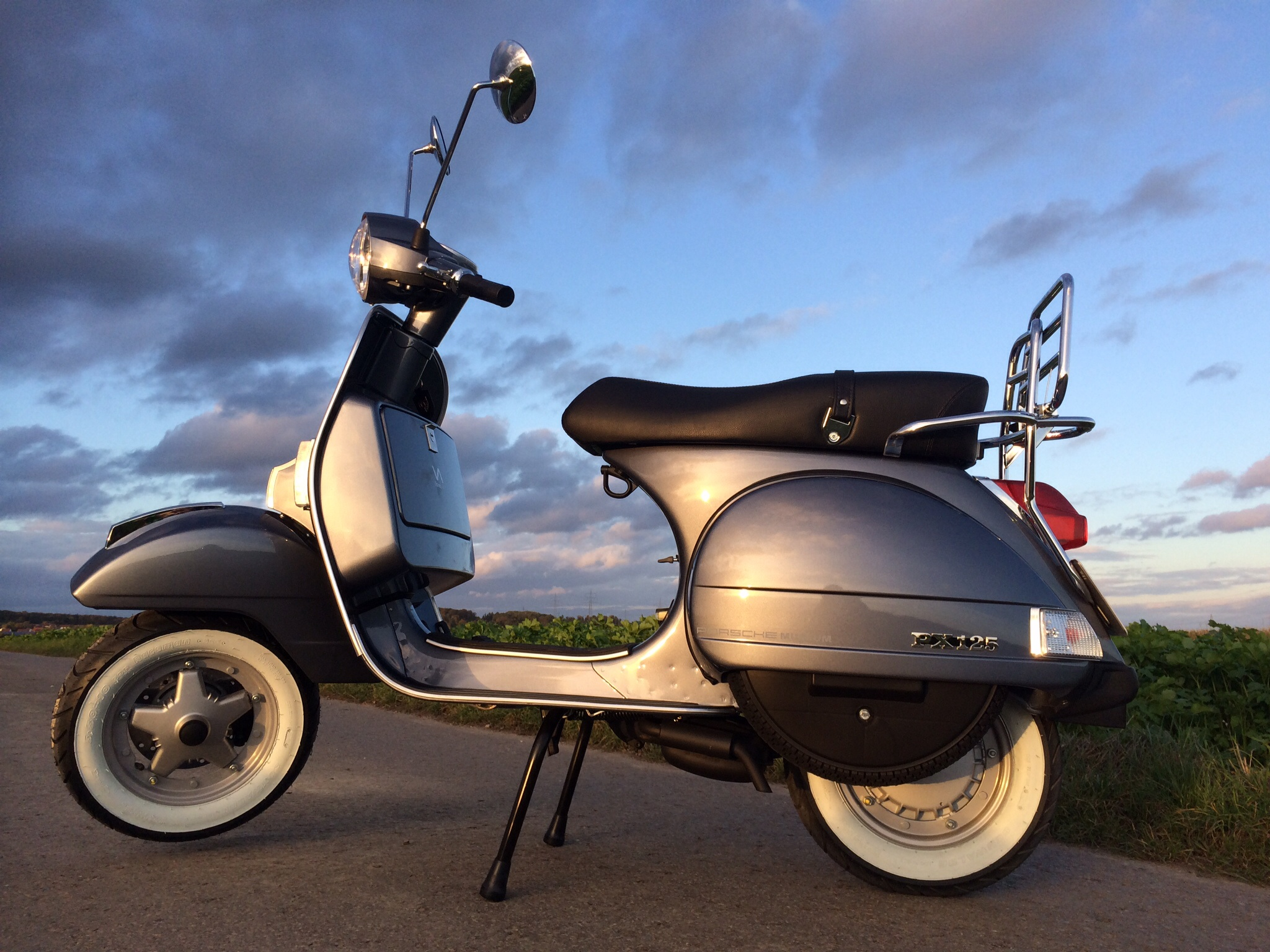
Comme le modèle réduit de la Vespa de Journal intime.

L'immeuble accueille également ce qui ne se voit pas à l'écran : l'atelier de couture, la cantine, les bureaux de la production, la salle de maquillage. Nombre d'accessoires comme une quarantaine de volumes de la Treccani de ses parents ou une reproduction miniature de la Vespa de Journal intime sont apportés de chez lui par Moretti   comme à son habitude. Et comme pour la piscine de Palombella rossa, l'église de La messe est finie, le lycée de Bianca, le réalisateur utilise ici un décor naturel comme s'il était un studio,. Surmontant sa gêne face aux réseaux sociaux, Moretti met à disposition des internautes sur la page Instagram de Sacher Film des vidéos des coulisses à toutes les étapes du tournage terminé début juillet.
Les références du roman à l'actualité israélienne sont gommées dans le film qui transpose l'histoire dans une ville qui pourrait être Rome comme tout autre grande cité italienne. Les trois histoires du livre, dont l'auteur dit qu'elles représentent les trois niveaux de l'inconscient : le moi, le ça et le surmoi, sont indépendantes. Le scénario du film les entremêle en tissant des relations entre les personnages. Le film dilate le temps sur dix ans en créant un avant et un après. La scène du début du film qui rassemble les trois familles autour de l'accident n'existe pas dans le roman. Les récits du livre s'interrompent sur le climax des questions auxquelles il n'est pas apporté de réponse. Le film invente une fin lumineuse où la plupart des personnages assistent ensemble au défilé d'une improbable milonga au pied de l'immeuble, avant de repartir chacun vers un destin peut-être enfin moins douloureux.
Après l'avoir vu une première fois en regrettant ce qui a été perdu dans l'adaptation, Eschkol Nevo est bouleversé lors d'un deuxième visionnage, se souvenant des raisons secrètes de l'écriture de son roman et reconnaissant que le film, ne craignant pas de « [regarder] directement dans les coins les plus sombres de nos âmes, et [les éclairant] avec la lanterne magique du cinéma [...] nous rappelle que notre bien-être est toujours, mais toujours, lié au bien-être des autres ». Il ajoute : « J'espère et je crois que ce film courageux permettra à ceux qui le verront de se pardonner et de pardonner à leurs proches ».

## Bande originale
La musique originale qui accompagne le film est écrite par Franco Piersanti. Le compositeur travaille depuis quarante-cinq ans avec Nanni Moretti pour lequel il a réalisé la musique de son premier long-métrage, Je suis un autarcique en 1976, puis celles de Ecce bombo en 1978, Sogni d'oro en 1981, Bianca en 1984, Le Caïman en 2000 et Habemus Papam en 2011. Il retrouve dans cette septième composition « le sens de l'intention qui [l]'a lié à Nanni pendant toutes ces années : rigueur et nécessité, en plus d'une commune anti-rhétorique forte ».
Titres
1. Tre piani — 2:45
2. Francesca — 2:01
3. Sara e Lucio — 2:25
4. Milonga clandestina — 3:31
5. Il corvo — 4:18
6. Dieci anni dopo — 1:27
7. Le api — 1:59
8. Dora e Andrea — 6:13

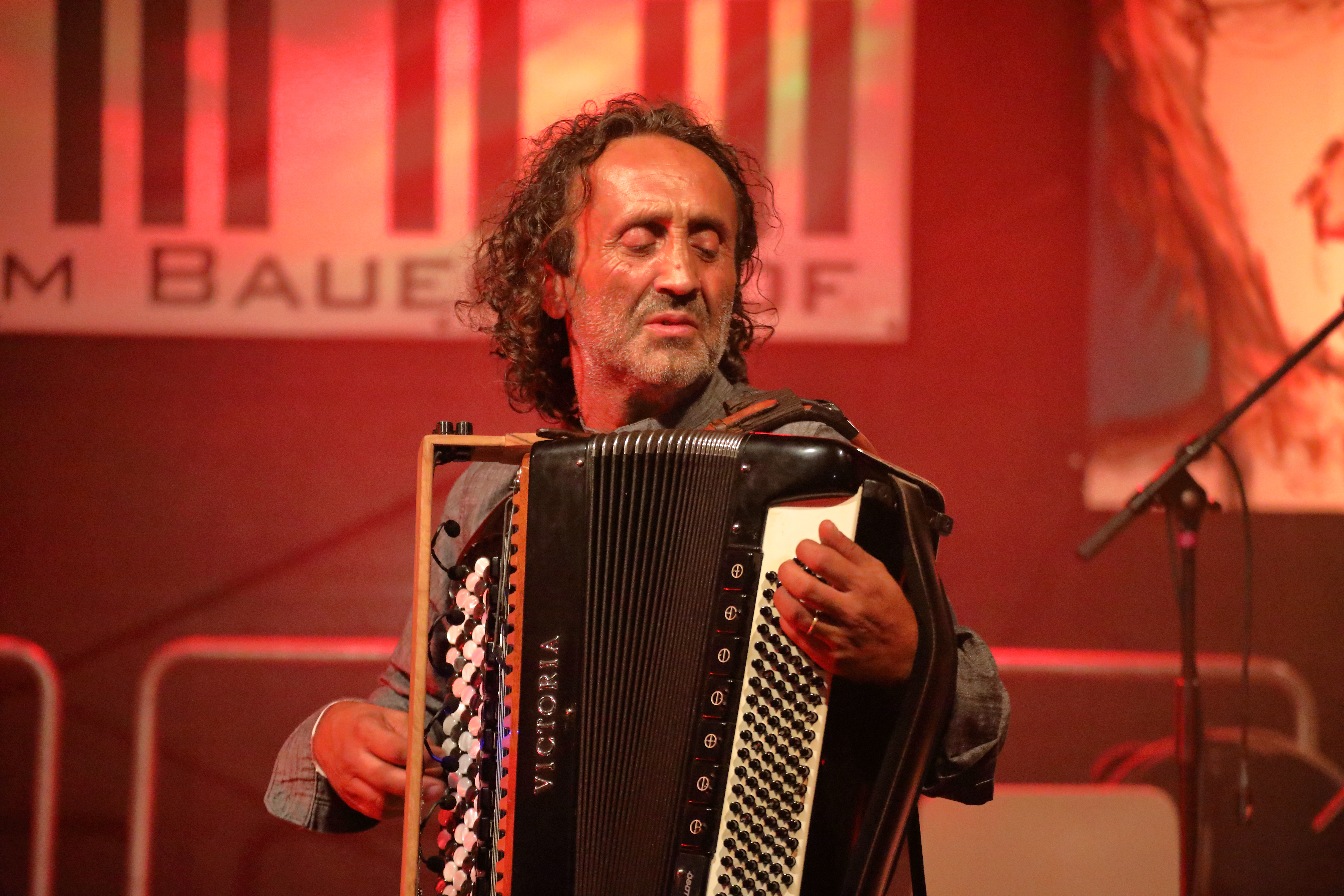
Luciano Biondini en 2020.

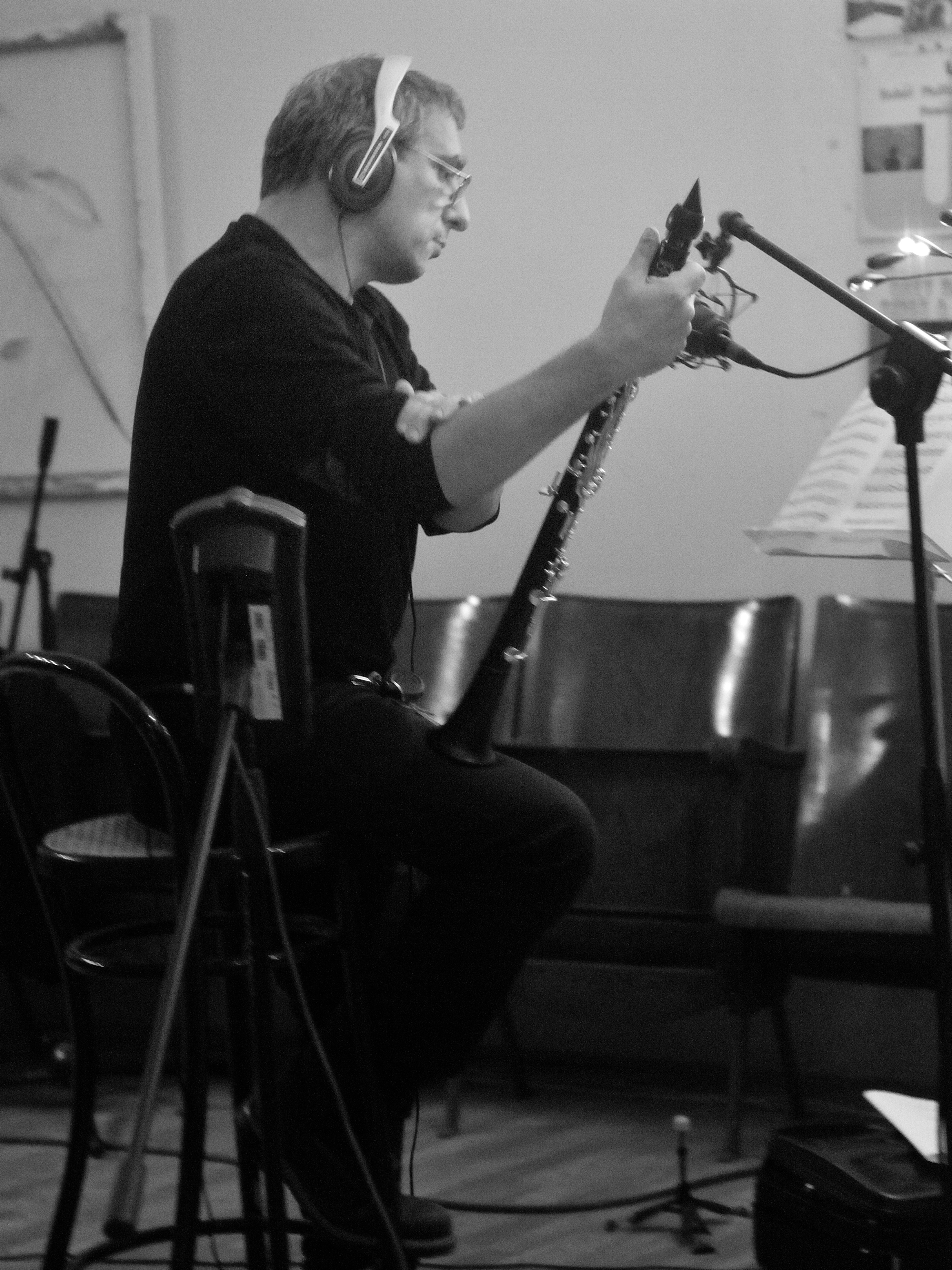
Gabriele Mirabassi en 2015.

9. Dora e Andrea (version accordéon) — 1:38
10. Milonga clandestina (version accordéon) — 3:00

Exécutée par l'Orchestre Roma Sinfonietta (it) sous la direction de Franco Piersanti avec Luciano Biondini (en) (accordéon), Lisa Green (violon), Pasquale Laino (saxophone soprano), Kiung Me Lee (violoncelle), Gabriele Mirabassi (clarinette), Vittorio Naso (marimba et vibraphone), Franco Piersanti (piano), la musique est enregistrée et mixée par Digital Records et éditée par Radiofandango le 22 septembre 2021.
Le piano de Franco Piersanti dans la plage 3 Sara e Lucio est une réminiscence du Köln Concert de Keith Jarrett qui accompagne la déambulation de Nanni Moretti sur sa Vespa à la recherche du souvenir de Pier Paolo Pasolini sur la plage d'Ostie dans Journal intime,.
La musique de la milonga est la seule à avoir été composée avant que se fasse le film parce que les musiciens devaient la jouer et les danseurs tourner la scène dessus, dans la rue. Bien que musicalement « ignorant » Nanni Moretti accorde une importance primordiale à sa participation lors de la création et de l'enregistrement de la musique qui représentent pour lui des moments magnifiques.
Pour Nanni Moretti il n'existe pas de hiérarchie dans les styles musicaux. En sus des compositions originales de Franco Piersanti, il utilise aussi bien dans Tre Piani la musique de In my mind (Aden Phoenix Forte), que du Nocturne opus 9 n° 2 (Frédéric Chopin), de Tango to Evora (Loreena McKennitt) ou de Welcome home, son (Radical Face).

## Exploitation
01 Distribution annonce début janvier 2020 la sortie de Tre piani dans les salles italienne à partir du 23 avril. Ce qui signifie que le Festival de Cannes, qui doit se dérouler du 12 au 23 mai et exige des films en compétition qu'ils sortent en première mondiale à Cannes, devra faire une exception comme il l'a fait par le passé pour Nanni Moretti, encore plus adulé en France qu'en Italie, ou pour Pedro Almodóvar.
Le 10 mars 2020 l'Italie est confinée, les cinémas sont fermés. En France le 73e Festival de Cannes, d'abord reporté à l'été 2020 est annulé. Thierry Frémaux et Pierre Lescure ne veulent pas renoncer à l'existence même virtuelle de cette session et prévoient d'attribuer un label « Cannes 2020 » à une liste de films dont Tre piani est assuré de faire partie,. Or, à la surprise générale, le film de Moretti n'est pas dans la liste divulguée le 3 juin 2020. La question de sa participation à la Mostra de Venise programmée du  2 au 12 septembre 2020 reste posée,. Jean Labadie, fondateur du Pacte explique que « Sans Cannes, ces films n'ont pas le même destin » et vend plusieurs de ses films à Amazon Prime. Inimaginable pour Moretti, coproducteur de ses films depuis la création de la Sacher Film, qui ne veut même pas connaître le montant d'une offre potentielle de Netflix, au grand dam de Jean Labadie qui déplore les « frais financiers exorbitants » occasionnés par la mise en sommeil de Tre piani.
La surprise suivante est annoncée lors de la présentation fin juin de la liste des sorties 2020 par Paolo Del Brocco (it), PDG de Rai Cinema, et Luigi Lonigro directeur de 01 Distribution : Moretti ne sera pas à Venise et son film ne sortira que dans les premiers mois de l'année 2021, lors de sa participation à un grand festival. En dehors d'une hypothétique participation à la Berlinale, Tre piani, qualifié par Jean-Claude Raspiengeas de « l'un de ses plus réussis », comme il se murmure, parmi les films du réalisateur italien, sera donc à Cannes en 2021, sa présence étant simplement « repoussée » de douze mois, sans avoir été affublé du label aussi insipide que malheureux de « Cannes 2020 ». Dans un entretien pour La Repubblica en octobre 2020, Moretti exprime son regret face à la situation des salles de cinéma romaines dont de nombreuses sont toujours fermées ce qui l'a conduit a faire le choix du report de la sortie de son film en 2021. Report encore décalé après l'annonce du déplacement du Festival à la période estivale du 6 au 17 juillet 2021.
Lors de la conférence de presse du 3 juin 2021, Thierry Frémaux, délégué général du Festival de Cannes, annonce la sélection officielle de Tre Piani en saluant la patience de Nanni Moretti. La première réaction à l'annonce officielle de la sélection tant attendue est celle de Moretti lui-même qui présente, en grand amoureux de la variété italienne, sur son compte Instagram désormais familier, ses « divas » et lui-même chantonnant Soldi de Mahmood tout en se préparant devant leur miroir pour « la sera della prima » (« la soirée de la première »), comme il intitule son clip. Sous le regard dubitatif d'une partie de la presse internationale qui, si elle se réjouit dans sa grande majorité de son entrée pour la huitième fois en lice au milieu cette année de vingt-trois autres films, s'étonne de voir « le cinéaste culte de la minorité semble[r] vouloir faire le sympathique et entre[r] dans la majorité » comme le titre non sans tendre ironie l'Huffington Post.

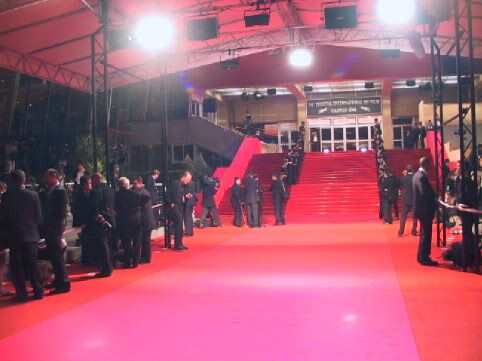
Le tapis rouge du Palais des festivals et des congrès de Cannes.

Arrive enfin le jour tant attendu de la montée des marches de Nanni Moretti et de son équipe sur le tapis rouge de l'escalier menant à la grande salle du Théâtre Louis Lumière du Palais des Festivals pour la projection officielle de Tre piani en avant-première mondiale à Cannes. Pas de chance après quasiment deux ans de « congélateur » : le dimanche 11 juillet 2021 est aussi le jour de la partie la plus importante des quarante dernières années du tennis italien, qui verra à l'œuvre Matteo Berrettini, premier joueur de tennis azzuro à se qualifier pour la finale de Wimbledon, contre le Serbe Novak Djokovic, mais aussi celui où, espérant une victoire inconnue depuis 1968, l'équipe d'Italie de football jouera la finale de l'Euro contre l'Angleterre à Wembley, les deux événements les plus attendus par tous les italiens, y compris par les journalistes présents à Cannes qui plaisantent sur cette ironie du sort en renommant Tre piani en Piano C. Mais Nanni Moretti est l'enfant chéri de Cannes et les onze minutes d'applaudissements nourris que nul autre réalisateur invité n'a jamais recueillis aussi longuement à l'issue de la projection le démontrent encore largement.

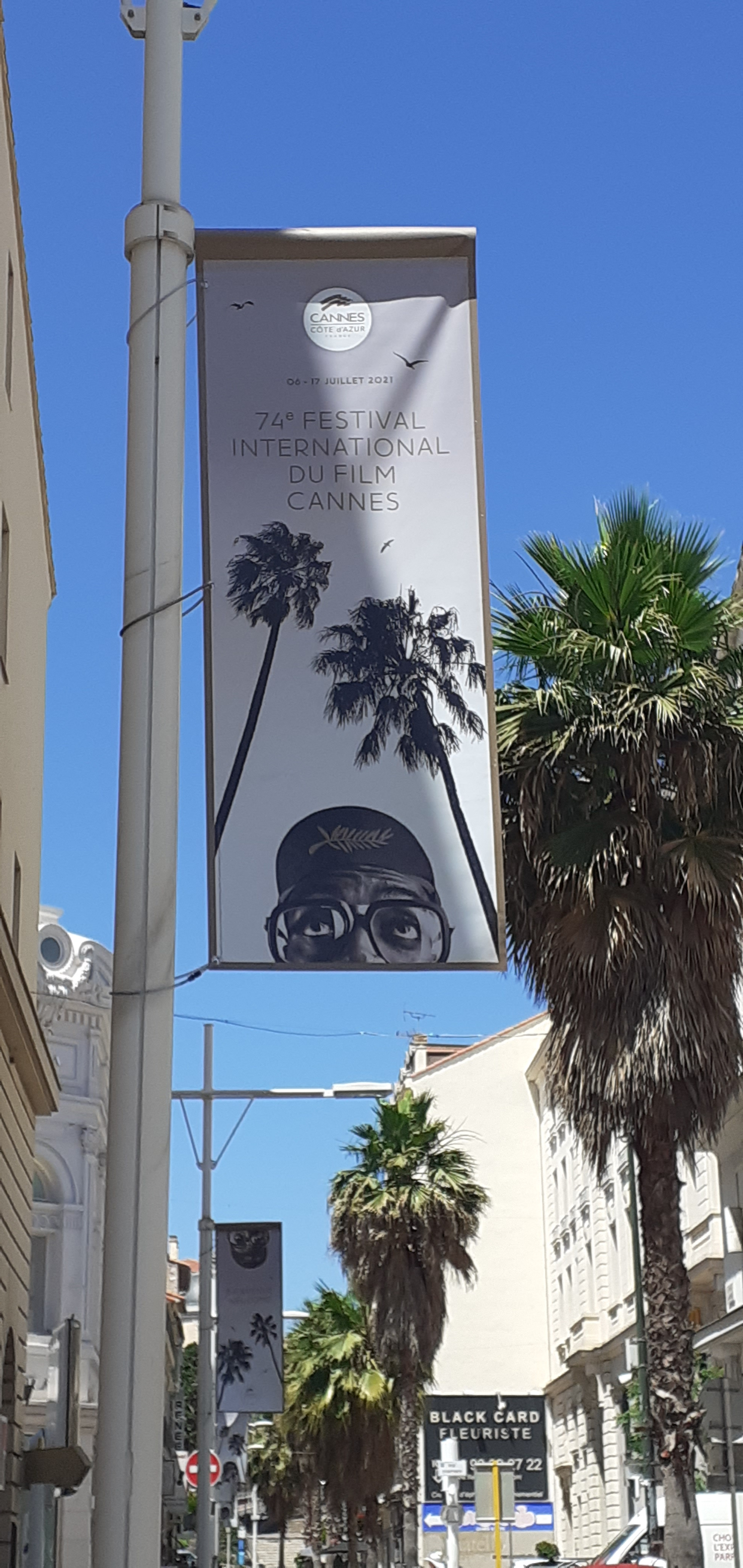
Bannière du 74e Festival du film dans les rues de Cannes.

Le lendemain il donne la traditionnelle conférence de presse entouré à la tribune de ses coproducteurs Paolo Del Brocco (it) et Domenico Procacci, des acteurs Riccardo Scamarcio, Margherita Buy, Alba Rohrwacher, Elena Lietti et de ses deux coscénaristes Valia Santella et Federica Pontremoli (it). L'auteur israélien Eshkol Nevo, venu défendre le film, est au premier rang avec les autres acteurs de la distribution : Adriano Giannini, Alessandro Sperduti (it), Denise Tantucci, Gea Dall'Orto, Chiara Abalsamo et avec Michele D'Attanasio (it), directeur de la photographie.
Après l'évocation de la victoire de la Squadra azzura et le rappel des intentions du film, Nanni Moretti, répondant à une question de la représentante de l'ANSA, se déclare, alors qu'il courait les kiosques de nuit il y a quarante ans pour se procurer tous les journaux à leur parution, désormais plus détaché des critiques, en lire en général une ou deux mais en l'occurrence ne pas les avoir encore lues.
Le représentant d'Interfilm (Allemagne) exprime le sentiment d'avoir vu en Tre piani une somme des précédentes œuvres de Moretti. Le cinéaste estime que l'on peut considérer chacun de ses films des quarante-cinq dernières années (c'est-à-dire tous) comme les différents chapitres d'un même roman. Il présente ensuite la scène de la milonga comme une clé de l'ouverture des personnages vers l'extérieur, ouverture, vers les autres et vers l'avenir, nécessaire pour chacun de nous, ce qu'a rappelé la pandémie, révélant que l'on ne peut vivre replié sur soi, que l'on ne peut ne pas être partie prenante d'une communauté.
Riccardo Scamarcio ajoute une remarque sur la justesse du roman qui met en scène des personnages ambivalents, étranges, indéfinissables, donnant une photographie intelligente de la société dans laquelle nous vivons. Il indique avoir interprété son personnage dont l'ambiguïté le rend condamnable à première vue de manière qu'il suscite de l'empathie bien qu'il soit un peu le monstre que nous avons peut-être en nous.
Â la question de la journaliste de Movistar TV (España) sur l'absence d'humour dans le film Moretti répond simplement qu'il n'y avait pas sa place, qu'il aurait tout simplement dénoté. À ses yeux Tre piani n'est pas un film dramatique mais un film douloureux qui devient un hymne à la vie grâce aux personnages féminins. Les personnages masculins sont têtus, rigides, obstinés, convaincus d'avoir raison et d'être du côté de la justice. Les personnages féminins tentent de raccommoder tout cela, de se tourner vers le futur, vers un nouveau type de relations humaines.
Teresa Marchesi pour l'Huffington Post interroge Moretti au sujet des trois niveaux freudiens du livre, de la raison pour laquelle il a voulu interpréter le rôle du juge et demande à quels personnages sont attribués le ça et le moi dans le film. À la première question Moretti répond par une pirouette : « Je n'ai jamais eu aucun doute ce personnage m'a interpelé, il a hurlé » précisant ensuite que ses coscénaristes l'y ont incité alors qu'il hésitait. Il s'attarde davantage sur les personnages de Lucio (le ça) et de Monica (le moi) : Lucio, dominé par ses impulsions, se trouve dans des situations qui n'existent que dans sa tête et provoquent des conséquences extrêmement graves dans la vie des autres personnages ; Monica est en plein conflit entre ses instincts et la partie rationnelle de sa personnalité, instincts auxquels elle semble succomber.
La journaliste présente à la tribune conclut la conférence en rappelant que s'il n'y a pas forcément d'humour dans le film il y a en revanche une chose très importante que sont les sourires sur les visages féminins mais aussi sur les visages masculins à la fin et demande au cinéaste en quoi il était important pour lui que son film aille vers quelque chose qui apporte humainement une solution. Moretti conclut à son tour en répondant qu'après tant de douleur, sans que le film se termine par un happy end, sans conclure sur une fin édifiante, il a voulu ouvrir une porte vers l'avenir et vers le monde en dehors des tre piani de l'immeuble, il ne voulait pas que l'obstination masculine l'emporte.
Le film sort en salles le 23 septembre 2021 en Italie et le 10 novembre 2021 en France. Il est présenté au Festival international du film Nouveaux Horizons de Wrocław, au Festival international du film de Toronto, au Festival du film de Zurich, au Festival international du film de Busan en Corée du Sud, au Festival du film européen de Séville (es) et au Festival international du film de Stockholm.

## Affiche
La poétique affiche française du film signée Sentenza révèle de nombreux détails sans cependant trop dévoiler l'intrigue. Elle présente, dans le style d'une vignette de bande dessinée, la façade en briques rouges, contrepoint de la pierre blanche du véritable bâtiment, d'un immeuble aux fenêtres éclairées de jaune. Sur la fenêtre du haut à droite se découpe la silhouette d'un jeu d'enfant, qui dans le film se déroule au rez-de-chaussée, et sur la fenêtre centrale celle d'un corbeau. Sur la chaussée devant l'immeuble sont alignés des personnages dessinés dans le même style : Lucio, Sara et Francesca à sept ans, Dora et Vittorio, lui en robe de juge, Renato, Giovanna et Charlotte, et enfin Monica, son bébé Beatrice dans les bras. Andrea, le fils de Dora et Vittorio, et Giorgio, le mari de Monica sont absents. Sur la gauche, une voiture est encastrée dans l'extension béante de l'immeuble. Sur la droite un bouquet de fleurs git sur le trottoir. Le nom des huit acteurs principaux : Margherita Buy, Riccardo Scamarcio, Alba Rohrwacher, Adriano Giannini, Elena Lietti, Alessandro Sperduti, Denise Tantucci et Nanni Moretti, est inscrit en lettres blanches dans une graphie très sobre sur le haut de la façade. Le logo du Festival de Cannes et la mention, en graphie plus fine, de la compétition en sélection officielle 2021 se découpent sur la frondaison verte de l'arbre de gauche. Le titre Tre piani s'affiche en grandes lettres majuscules entre les deux derniers niveaux de l'immeuble, débordant sur les deux arbres qui l'entourent. Entre les deux premiers niveaux est inscrite la mention « Un film de Nanni Moretti ». Le bas de l'affiche est consacré à la mention, en lettres grises sur le fond gris de la chaussée, de l'équipe technique, des producteurs et des distributeurs. Le logo de France Inter est gravé sur la droite. Sur la gauche, une discrète mention en blanc sur le bleu du ciel annonce : « Nanni Moretti, Domenico Procacci, Rai Cinema présentent ».
L'affiche italienne est totalement différente. Divisée en trois plans horizontaux, elle montre trois photographies dans des tons fondus du brun-sépia au gris-vert : celle du haut représente les personnages enlacés de Dora et de son fils Andrea et celle du bas ceux de Lucio et de sa fille Francesca. Celle du milieu montre la solitude de Monica.

## Bande annonce
Chaque producteur et chaque distributeur diffuse sur la toile et les écrans de cinéma sa bande-annonce qui diffère peu, qu'elle soit en version originale ou en version française. La bande annonce du Pacte par exemple, d'une durée d'1,52 minute, commence, sur l'annonce sur fond noir de la sélection cannoise, par le bruit sur l'asphalte des pneus d'une voiture lancée à toute allure que l'on voit au plan suivant s'engager dans une rue obscure éclairée en fond par les baies d'un immeuble de bureaux.
Première image suivie par celle d'une jeune femme inquiète criant faiblement à l'automobiliste de s'arrêter. La voiture poursuit sa course folle sous le regard effaré d'une autre passante. Le logo du distributeur s'affiche en rouge sur fond noir sur le fracas de l'accident. Une femme se penche au balcon d'un immeuble. La voiture est stoppée dans une pièce du rez-de-chaussée, au pied d'une fillette en pyjama, sidérée. Un couple en tenue de nuit sort de l'immeuble et court vers le lieu de l'accident. Le visage ensanglanté du chauffard fait face derrière son pare-brise au couple de parents et à la petite fille maintenant dans les bras de sa mère. Dans la scène suivante qui montre le transport de l'accidenté dans l'ambulance, premier dialogue entre les deux personnages sortis de l'immeuble, les parents du chauffard : « — L'avocat espère des circonstances atténuantes. — Andrea était ivre. » Annonce sur fond noir du nouveau film de Nanni Moretti.
Plan, sur la musique de Franco Piersanti, des trois niveaux de la façade blanche de l'immeuble en partie dissimulée derrière les arbres à moitié dégarnis. Le plan suivant montre le père confiant la fillette à un voisin âgé. Première famille de l'immeuble. Deuxième famille : la jeune femme du début rentre, son nourrisson dans ses bras. Toute seule elle a peur de tout comme elle le confie tout en baignant son bébé à la mère du jeune conducteur venue la visiter. Troisième famille : la mère montre à son fils depuis la fenêtre de leur appartement le mari, dans la rue, un bouquet de fleurs à la main, « de la dame que... » Images intercalées par des annonces sur fond noir : « Un immeuble [...] 3 familles [...] 3 destins [...] TRE PIANI »
Le récit s'accélère, les destins s'entremêlent : la fillette est désolée de voir le vieux voisin tout oublier ; une jeune fille enjouée (Charlotte) embrasse au pied de l'immeuble le père (Lucio) de la fillette : elle vient voir son grand-père ; la jeune maman discute avec son mari sur son ordinateur : elle lui demande de vite rentrer car elle déteste rester seule ; Charlotte demande à Lucio de la déposer sur sa route et dépose un baiser sur sa joue pour le convaincre ; la jeune maman explique à un médecin qu'un oiseau était entré chez elle et qu'il semblait vouloir quelque chose ; la mère d'Andrea enlace son fils pendant que la voix de son mari assène : « Si tu veux rester en contact avec lui tu n'auras plus de contact avec moi » ; la figure douloureuse du père apparaît à l'image suivie par celle, accablée, de la mère.
Puis la musique de Franco Piersanti revient au premier plan sur le nom des acteurs sur fond noir : Margherita Buy, Riccardo Scamarcio, Alba Rohrwacher, Adriano Giannini, Elena Lietti, Nanni Moretti. Critiques des journaux sur des plans rapides de plusieurs scènes de la vie de la plupart des personnages en commençant par la figure du juge (Nanni Moretti) : « Libre » (Le Monde), « Passionnant » (L'Humanité), « Poignant » (La Croix), « D'une grande finesse » (Libération), « Bouleversant » (Télérama), « Déchirant » (L'Express), « Lumineux » (Paris Match), avant de conclure sur cette réplique et le regard lumineux d'espoir de la mère (Margherita Buy) : « On ne peut pas contraindre une femme à choisir entre son mari et son enfant. Moi j'ai choisi ».

## Accueil

### Après la projection à Cannes
À la suite de la projection à Cannes le 11 juillet 2021 et six jours avant l'annonce des récompenses le 17, les premières critiques, qui paraissent immédiatement sur la toile en attendant les journaux du lendemain et la presse spécialisée, sont extrêmement partagées comme le rapporte dès le 11 juillet Il Messaggero qui rejoint le chœur des déçus en affirmant que Tre piani est « un film de Moretti sans Moretti [...] privé du caractère typique de ses films provocateurs et intransigeants du début [...] comme de celui plus réflexif de la seconde partie de son œuvre [...] enfermé dans un sujet [...] capable d'étrangler sa créativité ». Si Marianne titre : « Nanni Moretti en majesté au Festival de Cannes avec Tre Piani » sous la plume d'Olivier de Bruyn impressionné par « [la] hauteur de vue et [la] lucidité mélancolique » de « ce film atypique dans sa carrière », Thomas Sotinel lance dans Le Monde un sarcastique « comment dit-on « OK boomeur » en italien ? » estimant que « Nanni Moretti tresse des histoires convenues sur les maux d'aujourd’hui sans retrouver l’acuité politique de ses précédents films ».
Marcos Uzal dans la rubrique « Cannes 2021 » des Cahiers du cinéma du 12 juillet 2021 balaie d'un trait de plume la rumeur cannoise selon laquelle « Moretti ne serait plus lui-même, Tre piani ne serait qu'un triste téléfilm » : « c'est tout simplement le genre de film qu’il est très difficile de bien voir à Cannes ». Il poursuit en décrivant « un film d’une sobriété formelle qui confine à la transparence et dont, par ailleurs, le scénario relève du feuilleton populaire sans une once de second degré [...] un film très rapide et sec, qui ne veut émouvoir par rien d’autre que ce qui advient à ses personnages, à travers une mise en scène qui se donne comme seul but de saisir le plus précisément possible les tensions qui se nouent entre eux ». Il rattache le « suprême classicisme » de Moretti dans Tre piani à la plus éminente tradition du mélodrame italien représentée dans les années 1950 par Raffaello Matarazzo ou Vittorio Cottafavi.
Une réponse mesurée en quelque sorte à la véhémence de Marta Balaga qui le même jour dans Cineuropa suggère : « Quelqu'un devrait vraiment mettre le feu à cet immeuble ! » et frottant elle-même l'allumette titre ainsi son article : « Nanni Moretti propose une espèce de feuilleton tellement mauvais qu’on en reste abasourdi » qualifiant le film de « sélection incompréhensible pour la compétition du Festival de Cannes », déposant des braises tout au long de la page : « interprétations exagérées, qui n'ont pas manqué de déclencher des rires gênés [...] répliques pompeuses [...] développements (la plupart ridicules) traités en hâte [...] scène de sexe très très limite moralement [...] » et concluant : « ce qui manque le plus à ce désastre, c'est un peu d'humour chaleureux ». Humour et chaleur dont ne manque pas cette critique.
Hugo Mattias rejoint Markos Utzal dans une longue analyse également publiée le 12 juillet 2021 dans Critikat où il réfute « les rumeurs d'une rupture franche, voire d'un effondrement total » en rappelant que le virage opéré par Moretti dans sa filmographie ne date pas d'aujourd'hui et que Tre piani s'inscrit en partie dans la lignée de Mia madre (2015) et de La Chambre du fils (Palme d'or 2001) dont il partage « une certaine austérité esthétique » et où Moretti avait déjà commencé à « se détourner de la causticité de la satire pour embrasser le mélodrame ». Si rupture il y a elle tient pour Hugo Mattias à l'abandon par Moretti de son inspiration personnelle habituelle pour l'adaptation d'un roman et à la disparition du personnage principal au profit d'une distribution chorale, ce qui, pour être éventuellement déstabilisant, ne constitue pas un défaut en soi. En revanche la dispersion de « la solitude, [du] mal-être et [de] l’inadéquation, thèmes chers au cinéaste [qui] se diluent dans les trois étages de l’immeuble ne va pas sans un certain affaiblissement de la portée mélodramatique du récit et explique sans doute l'échec relatif du film » comme le note l'auteur de l'article. Hugo Mattias ajoute : « En associant le thème de la décomposition de la famille à un dépouillement formel et narratif, Nanni Moretti livre un objet d'une sécheresse inédite, mais aussi d'une grande noirceur » pour conclure ainsi : « Bien qu'il s'efforce de progresser vers une morale de la réconciliation entre les êtres, Tre Piani nous livre malgré lui un constat plus amer : d'étage en étage et de génération en génération, c'est toujours la douleur qui se transmet avant le reste ».
Dans une autre tonalité, l'auteur de la critique d'Écran Noir le même jour affirme ne jamais être touché par une « partition paranoïaque » où « chacune des familles est dysfonctionnelle ». Il décrit un film « pessimiste », « sombre » et « violent » sur « un monde rempli d'inquiétudes, de peurs, d'incertitudes, de doutes et envahi par le sentiment d'insécurité », des « personnages masculins, toxiques, autoritaires, absents et peu aimables, [agissant] comme un poison qui pourrit tout leur entourage », des « rôles féminins [...] mieux traités, oscillant entre compassion, bienveillance et suavité », des « enfants rois [...] paumés ». Un film qui laisse peut-être entrevoir le bonheur « quand tout s'apaise, quand les peurs se dissipent, quand l'art reprend la rue aux fachos, quand le pardon remplace la colère ». Et l'article de conclure : « Pourtant, aucune larme ne coule [...] La tonalité du film est trop confuse, les histoires trop mesquines, le scénario trop plat et les personnages, traités superficiellement, trop distants ».
À l'opposé, pour Christophe Kantcheff dans Politis, Tre piani ne manque pas d'émouvoir et pourrait toucher aussi le jury. Le journaliste rappelle en préambule de son analyse que le film doit être vu à l'aune des idéaux et de la ligne politique dont Moretti ne s'est jamais départi. S'il présente sévèrement ses personnages masculins, notamment ces pères qui « écrasent les fils », dont parle aussi Robert Guédiguian dans La Villa, il ne les condamne pas non plus. Kantcheff oppose l'immeuble du film de Moretti dont les habitants ne participent pas au monde qui tourne sans eux à celui de La Vie mode d'emploi dans lequel Georges Perec « faisait entrer le passé, le monde, le souffle de l'Histoire ». L'article s'attarde sur la lumière créée par l'évolution des personnages et « la subtilité de cette œuvre moraliste mais non moralisatrice ».
La critique des médias généralistes comme spécialisés, en France comme en Italie et comme dans d'autres pays, se divise ainsi, parfois de manière lapidaire et sans beaucoup de nuance ni véritable analyse de fond, entre laudateurs et contempteurs radicalement opposés.
Parmi les premiers, Télérama (« Moretti revient au pur mélodrame »), L'Express (« nouvelle pierre à l'édifice »), Libération (« un film en forme de grand procès de la paternité toxique, absente ou destructrice », La Croix (« un film sobre et poignant sur notre difficulté à vivre ensemble »), La Libre Belgique (« un drame classique mais fort »),
Chez les seconds, Première (« échec à tous les étages »), Le Figaro (« Moretti inconnu à cette adresse »), The Hollywood Reporter (« à tous points de vue, l'une de ses œuvres mineures », Radio-télévision belge de la Communauté française (« pas une once d'humour », Les Échos (« s'enferme malheureusement avec ses personnages dans un dispositif répétitif »
À quelques heures de la proclamation du palmarès du Festival de Cannes 2021, plusieurs médias publient leurs pronostics. Si aucun n'imagine Tre piani Palme d'or, Libération lui attribue le prix du scénario et Louis Guichard dans Télérama donne le prix d'interprétation féminine à Margherita Buy. Marco Albanese pour Stanze di cinema récapitule la classification finale des critiques internationales qu'il retient, Tre Piani se voyant attribué une mauvaise note par The Daily Telegraph (Tim Robey et Robbie Collin (en)) et la plateforme de Roger Ebert (Ben Kenisberg), une note médiocre par The Guardian (Peter Bradshaw), Meduza (Anton Doline), Positif (Michel Ciment) et Screen International, une note moyenne par Libération (Julien Gester et Didier Péron), Le Monde (Mathieu Macheret) et Die Zeit (Katja Nicodemus (de)) et une excellente note par The Paper (en) (Wang Muyan).

### Après la sortie en Italie
À la sortie le 23 septembre 2021, le film fait l'objet de critiques tout aussi partagées entre ceux qui voient dans Tre piani une continuité appréciée du style morettien dramatique de La Chambre du fils et ceux qui y voient un changement total incompréhensible, voire une absence de Moretti. Parfois, confirmant les propos de Marcos Uzal avançant que  « c'est tout simplement le genre de film qu’il est très difficile de bien voir à Cannes », de nouveaux thèmes sont suggérés et analysés.
Ainsi Eugenio Renzi développe dans Il Messaggero le thème de « la proximité ». Il se demande en effet ce qu'est « le voisinage [...] cet étrange état de choses qui nous fait passer des années, parfois des décennies de notre existence avec de parfaits inconnus ? Est-ce un simple état physique ? Ou bien quelque chose de plus, comme une familiarité ou un destin commun. ». En même temps, bien que reconnaissant que Moretti « n'a jamais cessé de créer des miniatures du monde dans son univers personnel [...] auquel il a toujours été utile de se confronter », Renzi considère que, transposé à Rome, Tre piani « semble flotter dans l'éther [en perdant] la toile de fond politique souvent traitée par le cinéma israélien (Avi Mograbi,  Happy Birthday, Mr Mograbi!) du voisinage moyen-oriental de Tel Aviv-Jaffa bien plus problématique [...] L'incursion d'un moment de réalité — l'attaque d'un centre d'assistance aux immigrés par un groupe de squadristi — semble une parenthèse dans la vie de l'immeuble qui apparaît comme une citadelle repliée sur ses peurs. » Le critique voit encore d'autres problèmes dans le film : la « [difficulté de] trouver une lecture claire des problèmes moraux accumulés » et le fait que « [le personnage joué par Moretti] ne représentant plus le point de vue du film [...] tous se trouvent en un certain sens sur le même plan, incapables de trouver une issue ou une boussole morale à laquelle se fier ».
Pour Luca Biscontini, sur le portail du spectacle Mondospettacolo, ce que dénonce Tre piani, c'est « la douleur aujourd'hui de plus en plus reléguée à une dimension privée, à l'environnement familial [...] la revendication souvent orgueilleuse d'une asocialité amplifiant dramatiquement les malaises individuels, faute de toute forme de soutien extérieur [...] la disparition progressive des espaces de partage produisant une attitude d'évitement qui culmine dans l'impossibilité de rendre compte de tout aspect de la vie qui ne soit pas en phase avec ce faible idéal de jouissance pérenne imposé par la logique de la consommation indéfinie. Montrer son malaise est devenu un geste anti-éthique, puisque rien ne doit troubler le grand banquet des démocraties capitalistes. Rire toujours et en tout cas afficher sa satisfaction, paraître vainqueur à tout prix : un grand mensonge auquel on se soumet de plus en plus, précisément parce que la souffrance terrifie, n'est pas compatible avec l'enthousiasme du progrès technologique et du développement économique, et est donc destinée à un hors-champ pérenne. Ce qui manque c'est la communauté, cet « être l'un pour l'autre » qui précède l'individu éthiquement et ontologiquement. Le Dasein heideggerien d'Être et Temps, l'« être-là », considérait le Mitsein, l'« être-avec », comme son contrepoint, l'être avec l'autre. Ce n'est qu'à l'intérieur de l'intersubjectivité que cet horizon de sens perdu depuis longtemps peut reprendre forme. Dans cette perspective donc [...] le dernier film de Nanni Moretti devient un cri de douleur dans la nuit qui nous appelle désespérément à nous retourner vers l'autre, à nous retrouver, à dialoguer, à nous accueillir ».

### Après la sortie en France
En France, le site Allociné recense, après la sortie du film en salles au mois de novembre 2021, une moyenne des critiques presse de 3,3/5.

## Distinction
Tre piani est en compétition officielle au Festival de Cannes 2021. C'est le huitième long métrage réalisé par Nanni Moretti à être présenté à Cannes et le premier à l'être en avant-première mondiale,. Journal intime a été récompensé en 1994 par le prix de la mise en scène et La Chambre du fils a obtenu la Palme d'or en 2001. La date est doublement symbolique : vingt ans après La Chambre du fils, une nouvelle victoire ferait entrer Nanni Moretti dans le cercle très restreint des réalisateurs doublement primés par la récompense suprême et en ferait le dixième. Malgré une ovation de plus de dix minutes lors de sa projection, Tre piani ne remporte aucune récompense. Nanni Moretti manifeste son désappointement par un trait d'humour : « Vieillir d'un coup, ça arrive. Surtout quand un de tes films participe à un festival et qu'il ne gagne pas. Et qu'au lieu de ça, c'est un autre film qui gagne, dont le premier rôle tombe enceinte d’une Cadillac. Tu vieillis d’un coup, c'est sûr. »